# Superaliatge

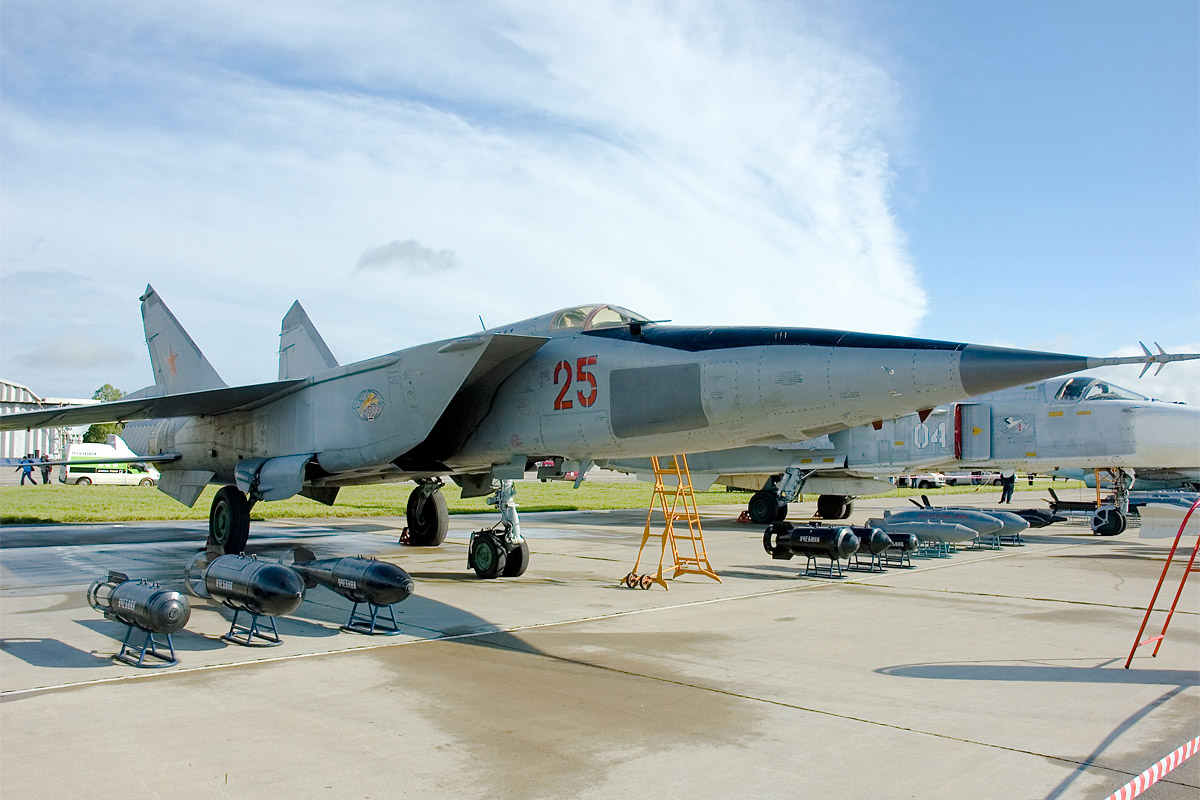
Els súper aliatges s'utilitzen tradicionalment en avions d'alt rendiment, com en el MiG-25.

Una superaliatge, o aliatge d'alt rendiment, és un aliatge que exhibeix una excel·lent resistència mecànica ia la fluència (tendència dels sòlids a moure lentament o deformar sota tensió), resistència a altes temperatures, estabilitat i una gran resistència a la corrosió i la oxidació.
El començament dels estudis sistemàtics d'aliatges d'alta temperatura es produeix a finals de la dècada de 1930 lligat al desenvolupament d'avions amb motors de turbina de gas. El desenvolupament s'ha basat en gran manera en innovacions químiques i de procés i ha estat impulsat principalment per les indústries aeroespacial i d'energia. Les aplicacions típiques són en el sector aeroespacial, de turbines de gas industrial i la indústria de turbines marines, per exemple, àleps per a les seccions calentes dels motors de reacció, i vàlvules bi-metàl·liques de motor per al seu ús en motors diesels i aplicacions d'automoció.
Els superaliatges típicament tenen una matriu amb una austenítica de cara cúbica centrada en l'estructura cristal·lina. Un element de superaliatge de base d'aliatge és generalment níquel, cobalt o níquel-ferro. Exemples de superaliatges són Hastelloy, Inconel (per exemple IN100, IN600, IN713), Waspaloy, aliatges René (per exemple, René 41, René 80, 95 René, René N5), aliatges de Haynes, Incoloy, MP98T, aliatges de TMS, i CMSX (per exemple, CMSX -4) aliatges monocristall.